# Rolinda Sharples
Rolinda Sharples (Bath, Inglaterra, 1793 – Bristol, 1838) foi uma pintora inglesa especializada em retratos e pinturas de gênero a óleo. Ela expôs na Academia Real Inglesa e na Royal Society of British Artists, onde se tornou membro honorário.

## Biografia
Rolinda Sharples nasceu em uma família de artistas liderada por James Sharples, seu pai, e Ellen Sharples, sua mãe, que estudou com seu marido e continuou a ajudar James em seu estúdio após o casamento. Ellen Sharples não apenas fez cópias das composições mais conhecidas de seu marido, mas também recebeu pedidos para seu próprio trabalho. Os três irmãos de Rolinda também seguiram carreira na arte. Eles eram: George, do primeiro casamento de seu pai; Felix, de seu segundo casamento; e James Jr., que era irmão completo de Rolinda e filho de Ellen, a terceira esposa de James. Ela era apenas uma criança quando seus pais se mudaram para a América em 1793. Rolinda passou dois períodos na América, o primeiro entre 1793 e 1801 e o segundo de 1809 a 1811. Em 1803, a mãe de Rolinda, uma pintora de retratos em miniatura, começou a encorajar sua filha a se interessar pela profissão. Ela ensinou Rolinda a desenhar, pagando-lhe pequenas quantias de dinheiro para encorajá-la. Quando Rolinda tinha 13 anos, ela se juntou ao negócio da família, que consistia em criar retratos em pastel em pequena escala de pessoas famosas, copiá-los e vendê-los com lucro. Junto com seus dois irmãos e sua mãe, ela começou a copiar retratos em miniatura das pinturas originais de seu pai.